# Nhiễu trắng

Biểu đồ tạm thời của một ví dụ về tín hiệu nhiễu trắng rời rạc

Nhiễu trắng hay tiếng ồn trắng (tiếng Anh: white noise) là một dạng âm thanh được tạo ra bằng cách kết hợp nhiều loại âm thanh với tần số khác biệt lại với nhau với mục đích là phục vụ cuộc sống, thường có mật độ phổ năng lượng không đổi trong một dải tần số nhất định. 
Khái niệm tiếng ồn trắng được hình thành vì nó giống như cách các màu sắc kết hợp lại thành ánh sáng trắng trong quang phổ. 

## Một số tác dụng cơ bản
Nó giống như một máy điều hòa âm thanh giúp ta thư giãn, ngăn chặn các tiếng ồn không mong muốn, điều trị một số bệnh.
Tiếng ồn trắng cũng có tác dụng kiểm soát và thậm chí thuyên giảm chứng sa sút trí tuệ Alzheimer hoặc các hành vi rối loạn cảm xúc ở người cao tuổi.

## Ứng dụng vào cuộc sống
Giúp dễ ngủ và ngủ ngon hơn, tạo ẩm thanh thư giãn, điều trị một số bệnh: trầm cảm, ù tai, rối loạn giấc ngủ. Chúng tạo ra môi trường riêng tư (cách âm dễ tập trung khi bạn học tập, làm việc, dễ thích nghi hơn khi ở môi trường lạ).
VD: tiếng máy sấy, tiếng mưa, tiếng máy hút bụi, tiếng nước chảy,...
Một nghiên cứu về tác động của tiếng ồn trắng đối với giấc ngủ của trẻ em, được đăng trên tạp chí Archives of Disease in Childhood. Bài báo cho thấy các em có thể ngủ sau chỉ 5 phút khi nghe âm nhạc loại này. Do đó, hiện nay nhiều công ty vật tư y tế đã đưa ra thị trường nhiều loại máy tạo tiếng ồn trắng, giúp các bà mẹ có phương tiện để ru con của mình.
Tuy nhiên tiếng ồn trắng cũng có thể gây hại. Cần lưu ý, tiếng ồn trắng không là phương pháp duy nhất và luôn có hiệu quả.